# Renato Ferrari
Renato Ferarri, italijanski pisatelj, kronist družine Fabiani in borec proti fašizmu , * 27. september 1908, Gorica, Goriška, Avstrijsko primorje, Avstro-Ogrska, † 2002, Milano, Italija.

## Življenje in delo
Renato Ferarri, pranečak arhitekta Maksa Fabiania, se je rodil v družini postajnega načelnika Romea in Gabrielle Ferarri, rojene Piazza. Ljudsko šolo je obiskoval v Trstu, Welsu (Avstrija) in Ljubljani, klasični licej in trgovsko akademijo v Trstu, obiskoval pa je tudi ekonomsko fakulteto v Firencah ter leta 1931 v Trstu diplomiral. Že kot otrok se je močno navezal na sorodnike Fabiani iz Kobdilja ter ohranil to vez vse življenje. V času študija v Trstu se je leta 1926 vključil v skupino antifašistov, ki je imela preko Lorenza Fabiania povezavo z antifašisti v Milanu. Zaradi protifašističnega delovanja ga oblast 25. aprila 1928 aretirala in za nekaj časa poslala v konfinacijo na Tremitsko otočje. Po 2. svetovni vojni je na večernih tečajih učil angleščino in nemščino. Leta 1975 je izšel njegov roman Il gelso dei Fabiani, 1993 pa roman Il caffe Ferarri ai volti di Chiozza. Radio Trst A je od 1985 predvajal niz črtic Fabianovi iz Kobdilja v prevodu Radoslave Premrl.
Ferarri je v svojih delih pisal idealizirano o življenju Slovencev na Krasu, govoril o sožitju med narodi na tem območju, se zavzemal za večjezičnost in večkulturnost, vendar pa označeval slovenska narodna prizadevanja kot nacionalizem. 